# Liste der Bodendenkmale in Süderende
In der Liste der Bodendenkmale in Süderende sind die Bodendenkmale der Gemeinde Süderende nach dem Stand der Bodendenkmalliste des Archäologischen Landesamts Schleswig-Holstein von 2016 aufgelistet. Die Baudenkmale sind in der Liste der Kulturdenkmale in Süderende aufgeführt.
| Denkmal-ID           | Befundart          | Bezeichnung                                      | Zeitstellung                            | Lage | Bemerkungen | Bild |
| -------------------- | ------------------ | ------------------------------------------------ | --------------------------------------- | ---- | ----------- | ---- |
| aKD-ALSH-Nr. 001 588 | Befestigung > Wall | Landwehr/Wall/Schanze/Panzergraben „Jungviehhag“ | Frühgeschichte, Neuzeit, Zeitgeschichte |      |             |      |